# Jonathan Ramis
Jonathan Ramis, auch unter der Schreibweise Jhonathan Ramis geführt, (* 6. November 1989 in Artigas) ist ein uruguayischer Fußballspieler.

## Karriere

### Verein
Der 1,78 Meter große Mittelfeldakteur Ramis, dessen vollständiger Name Jhonathan Rafael Ramis Persíncula lautet, und der bereits in der Jugend von Peñarol spielte, stand mindestens seit der Apertura 2008 im Erstligakader des Club Atlético Peñarol. Bis in die Clausura 2010 sind dort 23 Spiele und neun Tore in der Primera División für ihn verzeichnet. Peñarol wurde am Saisonende 2009/10 Uruguayischer Meister. Ramis verließ die Aurinegros jedoch nach nur einem Einsatz in der Clausura bereits in der laufenden Saison, als er sich Anfang 2010 dem spanischen Klub FC Cádiz auf Leihbasis anschloss. Der Vertrag beinhaltete eine Kaufoption. Dort absolvierte er in der FC Cádiz zwölf Partien, wobei er sechsmal in der Startelf stand und erzielte einen Treffer. Anschließend kehrte er nach Montevideo zurück und bestritt in der Apertura 2010 weitere fünf Ligaspiele für Peñarol. Zudem kam er in drei Begegnungen (ein Tor) der Copa Sudamericana zum Zug. 2011 folgte ein Auslandsengagement bei Nanchang Bayi. Der Klub aus Shanghai, bei dem er siebenmal in der Liga eingesetzt wurde (ein Tor), hatte den Spieler ebenfalls ausgeliehen. Auch mit seinen beiden nächsten Vereinen schloss Peñarol jeweils Leihverträge ab. In der Apertura 2011 lief er in elf Spielen der Primera División für Bella Vista auf. Ein Torerfolg war ihm bei dieser Station nicht vergönnt. Die Saisonrückrunde verbrachte er beim Ligakonkurrenten Fénix. Seine dortige Bilanz weist neun Einsätze und ein Tor aus. Nachfolgend bestritt er im Rahmen einer weiteren Ausleihe in der Nacional B in Argentinien 33 Partien (vier Tore) der Saison 2012/13 für Aldosivi. Dem Klub hatte er sich im Juli 2012 angeschlossen. Seit 2013 stand er bei Godoy Cruz unter Vertrag. Auch dieser Wechsel sollte im Rahmen eines Leihgeschäfts abgewickelt werden. Ramis absolvierte für seinen Godoy Cruz 18 Spiele in der Primera División. Dabei schoss er drei Tore. Im Juni 2014 erwarb Godoy Cruz die Hälfte der Transferrechte an Ramis. Im Juli 2014 schloss er sich für ein Jahr auf Leihbasis LDU Quito in Ecuador an. Der Klub sicherte sich eine Kaufoption. Dort lief er in 17 Erstligaspielen auf und erzielte fünf Tore. Ende Dezember 2014 wurde er als Neuzugang des mexikanischen Klubs UNAM Pumas vorgestellt, bei dem er einen Vierjahresvertrag unterschrieb. Für die Mexikaner absolvierte er zwölf Ligaspiele (kein Tor) und vier Partien (kein Tor) in der Copa México. Am 13. August 2015 wechselte er auf Leihbasis zunächst bis Jahresende zum uruguayischen Erstligisten Racing Club de Montevideo. In der Apertura 2015 erzielte er dort drei Treffer bei zehn Erstligaeinsätzen. Mitte Dezember 2015 zog er im Rahmen einer weiteren Ausleihe weiter zu CD Zacatepec. Bislang (Stand: 4. März 2017) stehen bei den Mexikanern 38 Ligaeinsätze (14 Tore) und ein Pokaleinsatz (kein Tor) für ihn zu Buche.

### Nationalmannschaft
Ramis gehörte auch der uruguayischen U-20-Auswahl an.

### Erfolge
- Uruguayischer Meister: 2009/10